# Boarmia semialba
Boarmia semialba är en fjärilsart som beskrevs av Moore 1887. Boarmia semialba ingår i släktet Boarmia och familjen mätare. Inga underarter finns listade i Catalogue of Life.